# Анаймалай (хребет)
Анаймалай (там. ஆனைமலை, малаял. ആനമല) — горный хребет в Южной Индии в штатах Керала и Тамилнад.
Высшая точка — гора Анай-Муди (2695 м), является высшей точкой Индии к югу от Гималаев, геологически также относящаяся к горам Палани и Кардамоновым горам.
В горах сохранились редкие виды флоры и фауны, на территории хребта расположены национальные парки Индира Ганди и Эравикулам, а также несколько природных резерватов дикой природы.
В штате Тамилнад на склонах хребта расположен одноимённый город.